# Лаверн, Лорен
Ло́рен Лаве́рн (англ. Lauren Laverne), настоящее имя — Ло́рен Сеси́лия Го́фтон (англ. Lauren Cecilia Gofton; 28 апреля 1978, Сандерленд, Тайн-энд-Уир, Англия, Великобритания) — британская журналистка и телеведущая.

## Биография
Лорен Сесилия Гофтон родилась 28 апреля 1978 года в Сандерленде (графство Тайн-энд-Уир, Англия, Великобритания) в семье академика и учительницы. У Лорен есть несколько братьев и сестёр.
Лорен начала свою карьеру в 1994 году. Она представила документальный фильм для «Sky One» на рост популярности американского сериала «Баффи — истребительница вампиров». Это было сделано, когда шоу вернулось с шестым сезоном в 2001 году.
С августа 2005 года Лорен замужем за телевизионным продюсером Грэмом Фишером. У супругов есть два сына — Фергус Джеймс Фишер (род.20.10.2007) и Мэк Фишер (род. 20 сентября 2010).